# Nederländernas herrlandslag i vattenpolo

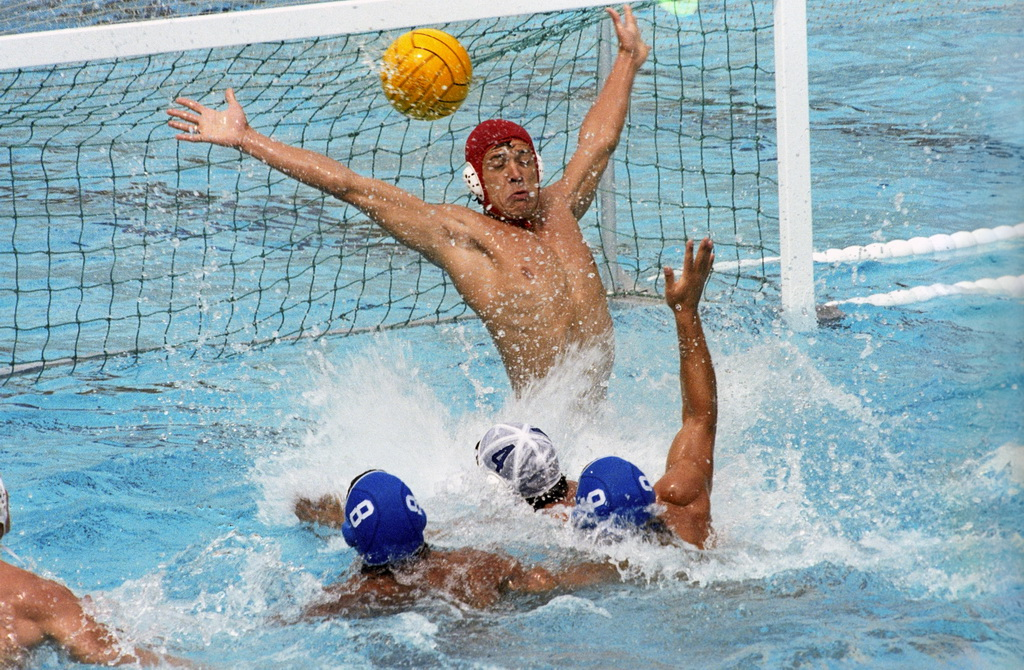
Nederländerna-Ungern vid olympiska sommarspelen 1980.

Nederländernas herrlandslag i vattenpolo (nederländska: Nederlandse mannenwaterpoloploeg) representerar Nederländerna i vattenpolo på herrsidan. Laget tog olympiskt brons 1948 och 1976.

### Fotnoter
1. ↑  Todor Krastev (19 mars 1948). ”Men Water Polo Olympic Games 1948 London (GBR) - 30.07-07.08 Winner Italy” (på engelska). Sport Statistics. Arkiverad från originalet den 5 juni 2015. https://web.archive.org/web/20150605040104/http://todor66.com/Water_Polo/Olympic/Men_1948.html. Läst 27 juni 2015.
2. ↑  Todor Krastev (19 mars 1976). ”Men Water Polo Olympic Games 1976 Montreal (CAN) - 18-27.07 Winner Hungary” (på engelska). Sport Statistics. Arkiverad från originalet den 29 juni 2015. https://web.archive.org/web/20150629131856/http://todor66.com/Water_Polo/Olympic/Men_1976.html. Läst 27 juni 2015.